# Malagasippus
Malagasippus is een geslacht van rechtvleugeligen uit de familie veldsprinkhanen (Acrididae). De wetenschappelijke naam van dit geslacht is voor het eerst geldig gepubliceerd in 1966 door Descamps & Wintrebert.

## Soorten
Het geslacht Malagasippus omvat de volgende soorten:
- Malagasippus andranomitae Descamps & Wintrebert, 1967
- Malagasippus mikeus Descamps & Wintrebert, 1966
- Malagasippus notabilis Descamps & Wintrebert, 1966
- Malagasippus pullus Descamps & Wintrebert, 1966
- Malagasippus quadratus Descamps & Wintrebert, 1966